# Bastide de Montgolfier-la-Tour-du-Pin
La bastide de Montgolfier-la-Tour-du-Pin est une bastide située à Marseille, 14e arrondissement, en France.

## Localisation
L'ensemble est situé à la limite des quartiers du Merlan et de Sainte-Marthe, dans le 14e arrondissement de Marseille, au 2 traverse Cade.

## Description
Le domaine comporte une bastide, un corps de ferme, une grange, un parc paysager, deux moulins à vent et un belvédère.

## Historique
Le bâtiment est construit au milieu du XIXe siècle.
L'édifice est inscrit partiellement au titre des monuments historiques en 1993. Les parties concernées sont les façades et les toitures de l'ensemble, le parc paysager ainsi que les moulins et le belvédère. Elle est désormais une propriété de la Ville de Marseille, et est utilisée comme ferme pédagogique.